# 렉스 틸러슨
렉스 웨인 틸러슨(Rex Wayne Tillerson, 1952년 3월 23일 ~ )은 미국의 엔지니어이자 기업가이며, 제69대 미국 국무부 장관이었다. 2006년부터 2016까지 엑슨모빌의 회장이자 최고 경영자로 재직하였다.
틸러슨은 자신의 경력을 엔지니어로 시작하였으며, 텍사스 대학교 오스틴에서 토목 공학 학사 학위를 취득하였다. 1989년에 엑슨모빌의 미국 중앙 생산 부서의 총지배인이 되었으며 1995년에 엑슨 예멘의 사장이 되었다. 2006년에 세계에서 여섯 번째로 매출이 큰 기업인 엑슨모빌의 회장이자 최고 경영자로 선출되었다. 2017년 1월 1일에 엑슨모빌을 퇴사했으며, 대런 우즈(Darren Woods)가 후임이 되었다.
2016년 12월 13일 도널드 트럼프 미국 대통령 당선인은 틸러슨을 국무장관으로 지명하였다. 틸러슨은 친러시아 성향을 가진 것으로 알려져 있다.

## 어린 시절과 교육
1952년 3월 23일 텍사스 위치토폴스에서 패티 수(Patty Sue)와 바비 조 틸러슨(Bobby Joe Tillerson) 부부의 아들로 태어났다. 생애 대부분을 보이 스카우트에서 활동하였으며, 1965년 이글 스카우트(Eagle Scout) 랭킹을 획득하였다.
1975년에 텍사스 대학교 오스틴에서 토목 공학 학사 학위를 취득하였다. 텍사스 대학교 시절, 틸러슨은 테자스 클럽(Tejas Club), 롱혼 밴드(Longhorn Band), 알파 파이 오메가(Alpha Phi Omega)와 같은 그룹에 소속되어 있었다. 2006년에는 디스팅귀시트 엔지니어링 그래듀엇(Distinguished Engineering Graduate)이란 칭호를 수여받았다.

## 조선민주주의인민공화국에 대한 시각
렉스 틸러슨은 2017년 3월에 대한민국을 방문하면서 미국의 조선민주주의인민공화국에 대한 전략적 인내는 끝났으며 핵무기를 포기하도록 하는 외교, 안보, 경제 등 모든 형태의 조치를 모색하고 모든 선택을 검토할 것이라고 언급하였다.

## 서훈
러시아 우애 훈장(2013년)